# Raymond D. Gary
Raymond Dancel Gary, född 21 januari 1908 i Marshall County i Oklahoma, död 11 december 1993 i Madill i Oklahoma, var en amerikansk demokratisk politiker. Han var Oklahomas guvernör 1955–1959.
Gary utexaminerades från Southeastern State College, arbetade sedan först som lärare och blev senare affärsman inom oljebranschen. År 1940 blev han invald i Oklahomas senat. I guvernörsvalet 1954 besegrade han republikanen Reuben K. Sparks. Gary efterträdde 1955 Johnston Murray som Oklahomas guvernör och efterträddes 1959 av J. Howard Edmondson. Gary avled 1993 och gravsattes i Madill.